# Národní park Lahemaa
Národní park Lahemaa (estonsky Lahemaa rahvuspark) je národní park na severu Estonska. Byl založený 1. června 1971 pro ochranu, studium a popularizaci přírody a kulturního dědictví, včetně ekosystémů, biodiverzity, krajiny a etnické kultury. Rozkládá se na ploše 74 784 ha, z toho 47 910 ha zabírá pevnina a 26 874 ha moře.
Jde o chráněnou krajinnou oblast, jejímž předmětem ochrany jsou lesy, mokřady a pobřežní ekosystémy, ale i polopřírodní společenstva (alvar), geologické, historické a architektonické památky. Je turisticky navštěvovaný pro své rozsáhlé možnosti turistiky a cykloturistiky. Nachází se v něm 10 krátkých naučných tras a 5 dlouhých značených tras vhodných pro pěší a cykloturistiku. Vzhledem k tomu, že se v národním parku nesmí stanovat na divoko, jsou podél turistických tras tábořiště (estonsky telkimisala) vybavená krytým ohništěm, lavicemi se stolem, suchou toaletou a zásobou dřeva včetně nářadí.

## Reference

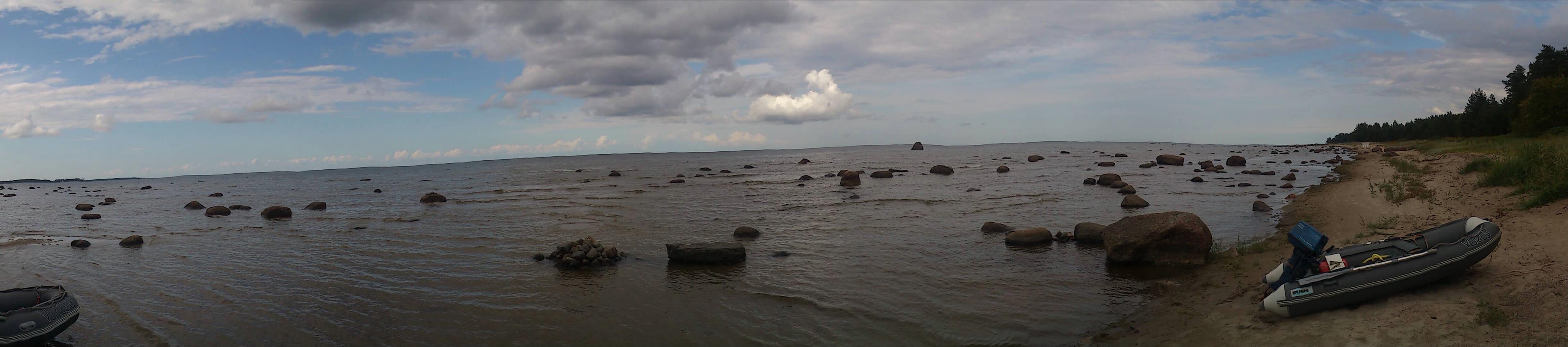
Severní pobřeží Estonska - park Lahemaa

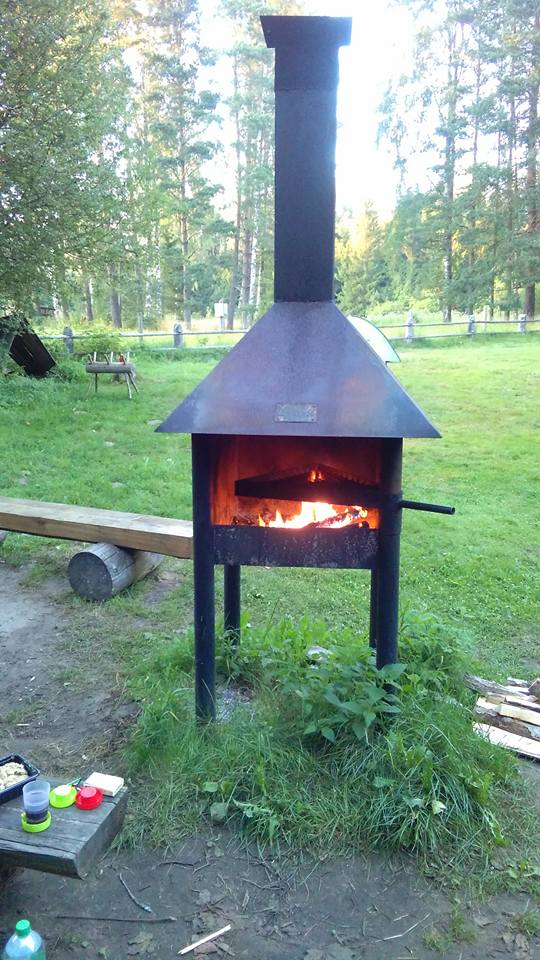
Tábořiště (Telkimisala) v parku Lahemaa, Estonsko